# Ansonia (Manhattan)
Pour les articles homonymes, voir Ansonia (homonymie).
Ansonia est un quartier situé au nord de l'arrondissement de Manhattan, à New York. Il a été nommé en l'honneur de l'Ansonia Hotel, situé sur Broadway.
Le célèbre Beacon Theater, construit dans un style art déco est également situé dans le quartier. L'Apthorp, le Dakota Building, Central Park, et le Lincoln Center for the Performing Arts sont situés quelques blocks plus loin. Le quartier n'est pas très célèbre, il est cependant apparu à plusieurs reprises dans la littérature américaine.